# Rainbeaux Smith
Rainbeaux Smith, geboren als Cheryl Lynn Smith, (* 6. Juni 1955 in Los Angeles; † 25. Oktober 2002 ebenda) war eine US-amerikanische Schauspielerin und Star mehrerer Exploitationfilme der 1970er Jahre.

## Leben
Cheryl Smith wuchs in der Nähe Hollywoods auf. Ihre Mutter Jayne war eine Vaudeville-Tänzerin und später Tanzlehrerin. Nach der Scheidung von Cheryls Vater, die Cheryl als siebenjähriges Kind erlebte, lebte sie mit ihrer Mutter in der Nähe des Sunset Boulevards. Eine Mutter einer Schulfreundin verschaffte Smith den ersten Auftritt in dem Kurzfilm The Birth of Aphrodite, der 1972 für den Kurzfilmwettbewerb des Filmfestivals von Cannes nominiert wurde. Ihren nächsten Auftritt hatte sie in dem Film Evel Knievel, dann folgte ihre erste Hauptrolle in dem 1973 gedrehten Horrorfilm Lemora. Nebenher machte sie Musik und spielte als Drummerin. Ihren Künstlernamen „Rainbeaux“ erhielt sie nach einem Club in Hollywood, den sie oft besuchte. Es folgte eine Hauptrolle in Jonathan Demmes erstem Film Das Zuchthaus der verlorenen Mädchen. In der Folge spielte sie Hauptrollen in Exploitationfilmen wie Die Sklavenhölle der Mandingos und Die tolle Geschichte der C. Sie avancierte zum Star mehrerer Filme, in denen man sie bevorzugt als Cheerleaderin, aber auch als Prostituierte, Schulmädchen, Model oder Groupie auch in Nacktrollen einsetzte. Ihr Part im Film Driver wurde herausgeschnitten. Sie nahm ohne Erfolg am Casting für den Film Taxi Driver teil, erhielt aber Rollen in Robert Aldrichs Film Die Chorknaben und noch einmal bei Jonathan Demme in Melvin und Howard. Beim Dreh des Films The Teenies – Ein College dreht durch war sie schwanger und spielte auf Wunsch des Regisseurs eine ebensolche Cheerleaderin. 1976 wurde sie Mutter eines Sohns, der im Abspann des Films erwähnt wurde.
Smith betätigte sich auch als Musikerin und Zeichnerin. Sie schloss sich für Dreharbeiten 1979 kurzzeitig der Frauenrockband The Runaways an und war anschließend als Drummerin und Lead–Sängerin Teil der Band L.A. Girls. Ende der 1970er Jahre geriet sie mit harten Drogen in Kontakt. Ihr Heroinkonsum brachte Smith immer öfter in Konflikt mit dem Gesetz. Sie wurde mehrfach verhaftet und verbüßte Ende der 1980er Jahre zwei Gefängnisstrafen. In dieser Zeit kümmerte sich die staatliche Fürsorge um ihren Sohn. Ihren letzten Filmauftritt hatte sie 1983 in dem von Robert Mandel gedrehten Independence Day. In den 1990er Jahren verstarb ihre Mutter, was sie zusätzlich belastete. Smith versuchte, von Musik, Zeichnungen und Zuwendungen ihrer Freunde zu leben, zeitweilig war sie obdachlos. „Sie fühlte sich von der Filmindustrie und den Fans vergessen“, so der Filmjournalist Chris Barbour, „und ich versicherte ihr, dass dem nicht so ist.“ Obwohl ihr schließlich mit Hilfe eines Lebensgefährten der Absprung aus der Heroinsucht gelang, starb sie 47-jährig an Hepatitis.
Sie lobte in Briefen an den Publizisten Bill George 1985 das Exploitationkino der Siebziger. Es habe sich den Schauspielerinnen untergeordnet, nicht umgekehrt. Ihre Kollegen beschrieben sie als „etwas besonderes“. Sie habe ihre Rollen nicht gespielt, sondern hatte einen natürlichen Instinkt für ihre Anforderungen. Sie wurde als „glühend“, „unvergesslich“ und „kosmisch“ bezeichnet. Quentin Tarantino stellte sie 1998 bei einem Filmfestival im Dobie Theatre in Austin wie folgt vor:

"What Pam Grier was to blaxploitation movies, what Bruce Lee was to kung fu movies, what Burt Reynolds was to good-ol’-boy movies, Rainbeaux Smith was to cheerleader movies. She truly has, without trying whatsoever, a Marilyn Monroe quality. She doesn’t look like Monroe at all; she just has that kind of vacantness. She’s not so much acting as she is existing. Imagine Marilyn Monroe as kind of a ’70s hippie junky, then you kind of have Rainbeaux Smith.”

„Was Pam Grier für die Blaxploitationfilme, Bruce Lee für die Kung–Fu–Filme, Burt Reynolds für Good–Ol'–Boy–Filme war, war Rainbeaux Smith für Cheerleader–Filme. Sie hat, ohne dies irgendwie zu üben, Marilyn–Monroe–Qualitäten. Sie sieht überhaupt nicht wie Monroe aus, sie hat aber die gleiche Art von Leere. Sie spielt weniger, sie existiert. Stell Dir Marilyn Monroe als 70er–Jahre–Hippie-Junkie vor, dann hast du jemanden in der Art von Rainbeaux Smith.“

## Filmografie (Auswahl)
- 1971: The Birth Of Aphrodite (Kurzfilm)
- 1971: Evel Knievel
- 1974: Das Phantom im Paradies (Phantom of the Paradise)
- 1974: Footballmatch und süße Girls (The Swinging Cheerleaders)
- 1974: Das Zuchthaus der verlorenen Mädchen (Caged Heat)
- 1975: Fahr zur Hölle, Liebling (Farewell, My Lovely)
- 1975: Lemora: A Child's Tale of the Supernatural
- 1975: Video Vixens
- 1975: The Teenies – ein College dreht durch (Revenge of the Cheerleaders)
- 1976: Mach mich nicht an! (The Pom Pom Girls)
- 1976: Die Sklavenhölle der Mandingos (Drum)
- 1977: Der Planet Saturn läßt schön grüßen (The Incredible Melting Man)
- 1977: Die tolle Geschichte der C. (Cinderella)
- 1977: Die Chorknaben (The Choirboys)
- 1977: Boogievision
- 1978: Laserkill – Todesstrahlen aus dem All (Laserblast)
- 1978: Viel Rauch um nichts (Up in Smoke)
- 1979: We're All Crazy Now (unveröffentlicht)
- 1980: Melvin und Howard (Melvin and Howard)
- 1981: Cheech & Chong's heiße Träume (Nice Dreams)
- 1981: Entscheidung in Not (The Choice)
- 1981: Hart aber herzlich (Hart to Hart; Folge: Objekt einer obskuren Begierde)
- 1982: Tote tragen keine Karos (Dead Men Don’t Wear Plaid)
- 1982: Der Killerparasit (Parasite)
- 1982: Vice Squad
- 1983: Ihre letzte Chance (Independence Day)